# Беатріс Оганесян
Беатрі́с Оганеся́н (вірм. Բեատրիս Հովհաննիսյան; 15 березня 1927, Багдад — 17 липня 2008, Блумінгтон) — американська піаністка вірменського походження, відома тим, що була першою концертною піаністкою і першою жінкою-композитором Іраку.

## Біографія

### Раннє життя та освіта
Оганесян народилася у Багдаді 1927 року в багатій вірменській сім'ї. Її батько, народився в Персії, оселився в Багдаді після того, як деякий час працював в Індії з англійцями. Її мати і два дядьки залишилися сиротами, які пережили геноцид вірмен. Обоє батьків підштовхували її до занять музикою. Оганесян вступила до інституту образотворчих мистецтв, закінчивши його з особливою відзнакою за спеціальністю фортепіано. Після закінчення університету вона працювала асистентом у свого румунського професора фортепіано Жюльєна Герца. Іракська урядова стипендія дозволила їй продовжити навчання в Королівській академії музики в Лондоні у професора Макса Пірані. Чотири роки потому вона отримала диплом за класом фортепіано та педагогіки, а також здобула другу спеціальність — спів. Потім вона отримала стипендію Фулбрайта для навчання у Джульярдській школі в Нью-Йорку, причиною чого став дебютний виступ у Карнегі-холі. Потім її стипендію продовжили ще на один рік у зв'язку з революцією 14 липня в Іраку.

### Повернення в Ірак
Перебуваючи в Сполучених Штатах, Оганесян провідала свого брата Аршама і його дружину в Міннесоті. Там вона виступала з Міннесотським оркестром і отримала пропозицію залишитися в Америці. Але Оганесян відчувала необхідність бути в Іраку.
Всі казали мені, що я повинна залишитися в Америці, але внутрішній голос казав мені, що я повинна повернутися в Ірак і навчити своїх співвітчизників любити музику. Класична музика лише починала проникати в Ірак, і там потрібні були люди, подібні до мене, які б навчали любити її.
Потім Оганесян призначили завідувачем кафедри фортепіано багдадського Інституту образотворчих мистецтв. Під час літніх канікул вона брала участь у музичних семінарах у різних країнах. 1961 року вона стала головною концертною піаністкою Іракського національного симфонічного оркестру і займала цей пост більше тридцяти років. Від 1969 до 1972 року вона викладала одночасно в Університеті Міннесоти і коледжі Макалестер. 1980 року, під час ірако-іранської війни, вона написала першу іракську «західну»[прояснити] композицію. Її робота привернула увагу іракських офіційних осіб, зокрема президента Саддама Хусейна. Коли її запитали, яку нагороду вона хотіла б отримати за свої досягнення, вона попросила краще піаніно. Їй подарували рояль Steinway, який вона залишила, коли оселилася в Сполучених Штатах після першої війни в Перській затоці. Навесні, незадовго до її смерті, піаніно, яке зберігала одна з її подруг за іракським Національним симфонічним оркестром, нарешті прибуло в Міннесоту разом з декількома її вечірніми сукнями.

### Подальше життя та смерть
1994 року Оганесян назавжди переїхала до Сполучених Штатів, оселившись у Міннеаполіс-Сент-Полі, приєднавшись до свого брата Аршама і сестрі Сіти. Вона знову почала викладати в університеті Міннесоти, коледжі Макалестер, а також в університеті Сент-Томаса. Вона працювала органісткою Вірменської Апостольської церкви Святого Павла. Оганесян померла від раку 17 липня 2008 року в Блумінгтоні у 81-річному віці.